# Marie Robine
Marie Robine, dite Marie d’Avignon ou Marie la Gasque (la Gasconne), (?, originaire de Héchac, Soublecause - Avignon, 1399), était une illuminée qui vécut pendant le Grand Schisme d'Occident. Issue d'une famille pauvre du Béarn, elle vint à Avignon pour obtenir la guérison de sa paralysie. Déclarée guérie, elle se mit à prophétiser lors de douze visions. Celles-ci ont été publiées, en 1986, par l'École française de Rome.

## Biographie
Originaire de Héchac, commune de Soublecause, près de Madiran, elle arriva à Avignon, en 1387, paralysée d’un bras et d’une jambe pour implorer sa guérison sur le tombeau du cardinal Pierre de Luxembourg en l’église des Célestins. Rétablie, elle fut déclarée miraculeusement guérie par Clément VII qui ordonna donc aux Célestins de la pensionner annuellement avec 60 florins à prendre sur les aumônes des dévots pèlerins du cardinal. Ce qui permit à Marie Robine de s’installer à demeure dans le cimetière Saint-Michel à côté du tombeau. Benoît XIII, dans une bulle du 3 janvier 1395, lui accorda une rente et l'assistance d'un confesseur et d'une servante pour lui permettre de vivre recluse dans cette sorte d'ermitage. 

### Les visions de la Gasque
Benoît XIII marqua de l'intérêt pour la miraculée d’autant que Marie disait commencer à avoir des visions prophétiques. Elle en eut jusqu'à douze, conservées dans un unique exemplaire (les folios 1 15-128 du manuscrit 520 de la bibliothèque municipale de Tours). Elle déclara que le 22 février 1398, alors qu'elle s’était installée dans le cimetière du Corps-Saint où avaient été inhumés les restes du cardinal de Luxembourg, elle avait entendu des voix lors d’une de ses extases. Elle raconta ensuite que des êtres célestes venaient lui présenter des armes et des armures « pour bouter les Anglois hors de France ». Comme ces mêmes voix lui auraient demandé d’aller vers le roi Charles VI pour qu’il empêchât la soustraction d’obédience menaçant le pape d'Avignon, au cours du mois d'avril 1398 la Gasque fut invitée à faire part à Marie de Blois de ses révélations. Celle-ci encouragea la « Visionnaire d’Avignon » à poursuivre sa mission et l'envoya à Paris munie d’une lettre de recommandation pour Isabeau de Bavière.

### Interdite d’Assemblée générale de l’Église
Le lundi 22 mai 1398, à Paris, l’Assemblée générale de l’Église de France commença ses travaux au palais de Saint-Paul. Elle regroupait onze archevêques et soixante évêques et se déroula en présence des ducs d’Orléans, de Berri et de Bourgogne. Étaient invités, le roi Charles III de Navarre ; Amédée VII, le comte de Savoie, Robert, duc de Bar ; les ambassadeurs du roi Henri III de Castille ; des docteurs représentants la Sorbonne ainsi que les Universités de Montpellier, de Toulouse, d’Orléans et d’Angers. D’emblée, Simon de Cramaud, Patriarche d’Alexandrie, proposa l’ouverture d’un débat contradictoire sur la suspension d’obédience entre six partisans et six adversaires de Benoît XIII. La première décision prise fut d'interdire formellement  l’entrée de cette Assemblée à la Visionnaire d’Avignon.
Le 27 mai 1398, les délégués mandatèrent pour débattre six docteurs favorables à Benoît XIII et six autres pour parler contre lui. Après leurs joutes oratoires, l’Assemblée décida que la France ferait soustraction d’obédience au pape d'Avignon. Cette position fut suivie par Naples et la Provence, la Castille et la Navarre.

### Retour à Avignon
Marie Robine ne regagna Avignon qu’en mars 1399. Benoît XIII refusa de lui accorder une audience. Fort déçue par son échec de Paris et par le refus du pape de l’écouter, la Gasque commença à douter de sa mission céleste et se retira définitivement dans l’enclos de son cimetière. Ce fut là, qu'elle s'éteignit le 16 novembre 1399.
Parce qu’elle avait voulu faire « bouter les Anglois hors de France », certains de ses thuriféraires n’hésiteront pas à faire de Marie d’Avignon une héroïne annonçant la venue de Jeanne d’Arc et, en falsifiant quelques dates, lui feront même rencontrer le « gentil Dauphin », le futur Charles VII, supercherie qui fut dénoncée par Noël Valois.